# Artena siamica
Artena siamica är en fjärilsart som beskrevs av Walker 1865. Artena siamica ingår i släktet Artena och familjen nattflyn. Inga underarter finns listade i Catalogue of Life.